# 국도 제103호선 (중국)
국도 제103호선(중국어: 103国道)은 베이징시 차오양구에서 출발하여, 중간에 허베이성을 거쳐 최종적으로 톈진시 빈하이 신구까지 이어주는 중화인민공화국의 일반 국도 노선이다. 그래서 이 국도 노선은 중국 국도 노선 중에서 가장 짧은 국도이며, 대한민국의 한국 82번 국도의 최단 거리 구간을 가진 31.18 km인 것에 비해 5.2배 더 긴 것으로 드러나고 있어, 그 정도이면 일본의 일반 국도 노선의 평균 구간과 거의 유사한 편이다.

## 주요 경유지
주요 경로 및 거리는 다음과 같다.
| 주요 경로 및 거리 |           |
| \| 도시 \| 거리 (km) \| \| ------------------ \| --------- \| \| 베이징시 차오양구 \| 0 \| \| 베이징시 퉁저우구 \| 22 \| \| 톈진시 우칭구 \| 92 \| \| 톈진시 빈하이 신구 \| 152 \| \| 톈진항(중국어판) \| 162 \| |           |
| 도시 | 거리 (km) |
| 베이징시 차오양구 | 0         |
| 베이징시 퉁저우구 | 22        |
| 톈진시 우칭구 | 92        |
| 톈진시 빈하이 신구 | 152       |
| 톈진항 | 162       |

## 주요 접촉 도로
주요 접촉 도로 중, 베이징시 지역은 생략하고, 톈진시에 한하여 기술된다.

### 톈진시
- 국도 제112호선
- 국도 제205호선

## 같이 보기
- 중화인민공화국의 일반 국도